# Guaitarola
Guaitarola este o arie protejată (arie specială de conservare — SAC, sit de importanță comunitară — SCI) din Italia întinsă pe o suprafață de 581 ha, integral pe uscat.

## Localizare
Centrul sitului Guaitarola este situat la coordonatele 44°13′16″N 9°34′50″E / 44.221111°N 9.580556°E.

## Înființare
Situl Guaitarola a fost declarat sit de importanță comunitară în iunie 1995 pentru a proteja 25 de specii de animale. Situl a fost protejat și ca arie specială de conservare în aprilie 2017.

## Biodiversitate
Situată în ecoregiunea mediteraneană, aria protejată conține 12 habitate naturale: Mlaștini calcaroase cu Cladium mariscus și specii de Caricion davallianae, Păduri de pin mediteraneene cu pini mezogeni endemici, Păduri de Castanea sativa, Păduri de stejar alb estice, Formațiuni stabile xerotermofile de Buxus sempervirens pe pante stâncoase (Berberidion p.p.), Păduri de Quercus ilex și Quercus rotundifolia, Pajiști uscate seminaturale și facies de acoperire cu tufișuri pe substraturi calcaroase (Festuco-Brometalia) (* situri importante pentru orhidee), Păduri aluvionare cu Alnus glutinosa și Fraxinus excelsior (Alno-Padion, Alnion incanae, Salicion albae), Lande oro-mediteraneene cu formațiuni endemice de grozamă, Liziere de ierburi înalte hidrofile de câmpie și de nivel montan până la alpin, Matorral arborescenți cu Juniperus spp., Pseudostepă cu ierburi și specii anuale de Thero-Brachypodietea.
La baza desemnării sitului se află mai multe specii protejate:
- păsări (24): uliu păsărar (Accipiter nisus), Apus pallidus, șorecarul comun (Buteo buteo), Certhia brachydactyla, florinte (Chloris chloris), șerpar (Circaetus gallicus), botgros (Coccothraustes coccothraustes), ciocănitoare pestriță mare (Dendrocopos major), măcăleandru (Erithacus rubecula), cinteză (Fringilla coelebs), gaiță (Garrulus glandarius), sfrâncioc roșiatic (Lanius collurio), forfecuță gălbuie (Loxia curvirostra), pițigoi mare (Parus major), vrabie (Passer domesticus), pitulice de munte (Phylloscopus collybita), ciocănitoarea verde (Picus viridis), aușel sprâncenat (Regulus ignicapilla), cănăraș (Serinus serinus), țiclete (Sitta europaea), turturică (Streptopelia turtur), silvie cu cap negru (Sylvia atricapilla), pănțărușul (Troglodytes troglodytes), mierlă (Turdus merula)
- pești (1): Telestes muticellus

Pe lângă speciile protejate, pe teritoriul sitului au mai fost identificate 11 specii de plante, 4 specii de păsări, 3 specii de amfibieni, 3 specii de nevertebrate.